# Изодиаметрическое неравенство
Изодиаметрическое неравенство (также Изодиаметрическое неравенство Бибербаха, Теорема Бибербаха о максимальном свойстве шара) — неравенство в теории меры; простое следствие неравенства Брунна — Минковского.

## Формулировка
Объём тела не превосходит объёма шара того же диаметра.